# Vanuatuvisslare
Vanuatuvisslare (Pachycephala chlorura) är en fågel i familjen visslare inom ordningen tättingar.

## Utseende och läte
Vanuatuvisslaren är en färgglad fågel med guldgul buk, svart bröst och huvud samt rent vit strupe. Rygg, vingar och stjärt är olivgröna. Bland lätena hörs en serie ljudliga visslingar som avslutas med en tvåtonig pisksnärt.

## Utbredning och systematik
Vanuatuvisslaren delas in i fyra underarter:
- P. c. intacta – förekommer på Vanuatu och Banks Islands
- P. c. chlorura – förekommer på Erromango (Vanuatu)
- P. c. cucullata – förekommer på Aneityum (Vanuatu)
- P. c. littayei – förekommer i Lojalitetsöarna (Ouvéa och Lifou)

Tidigare betraktades den som en del av nyakaledonienvisslare (P. caledonica) alternativt guldvisslare
när denna inkluderade nyakaledonienvisslare som underart.

## Levnadssätt
Vanuatuvisslaren påträffas i de flesta miljöer, även i stadsträdgårdar.

## Status
IUCN erkänner inte vanuatuvisslaren som god art, varför dess hotstatus inte bedömts.